# Port Royal des Champs

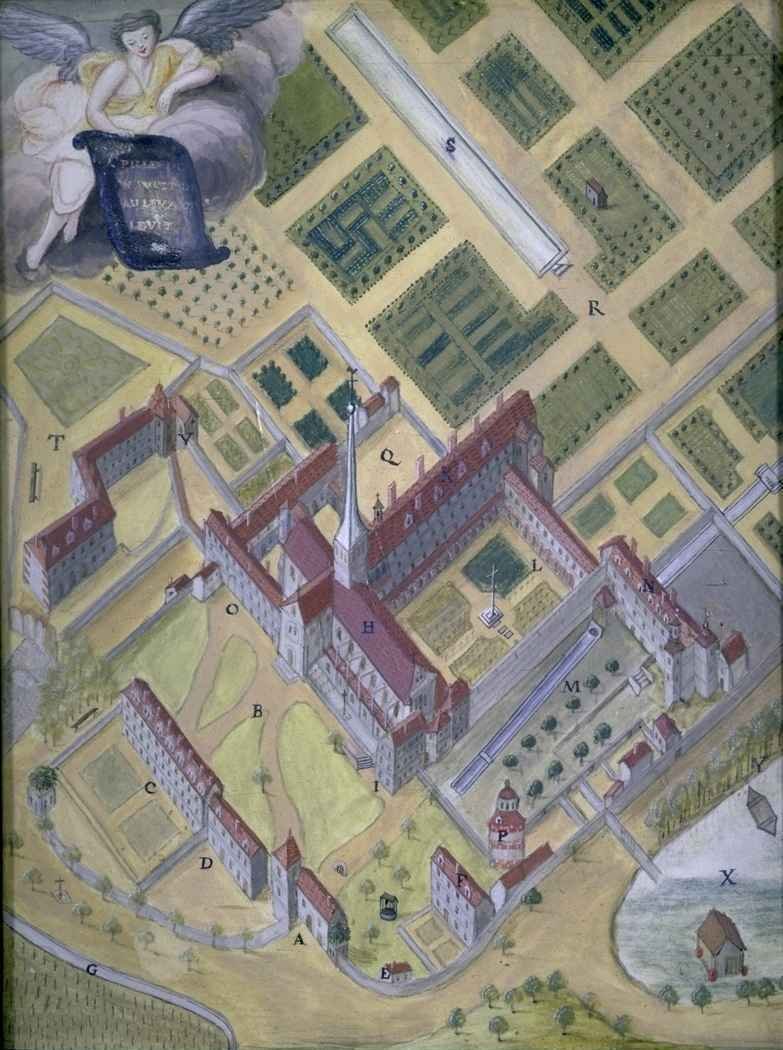
Plano de Port Royal des Champs. Tabla pintada a partir de los grabados de Louise-Magdeleine Horthemels.

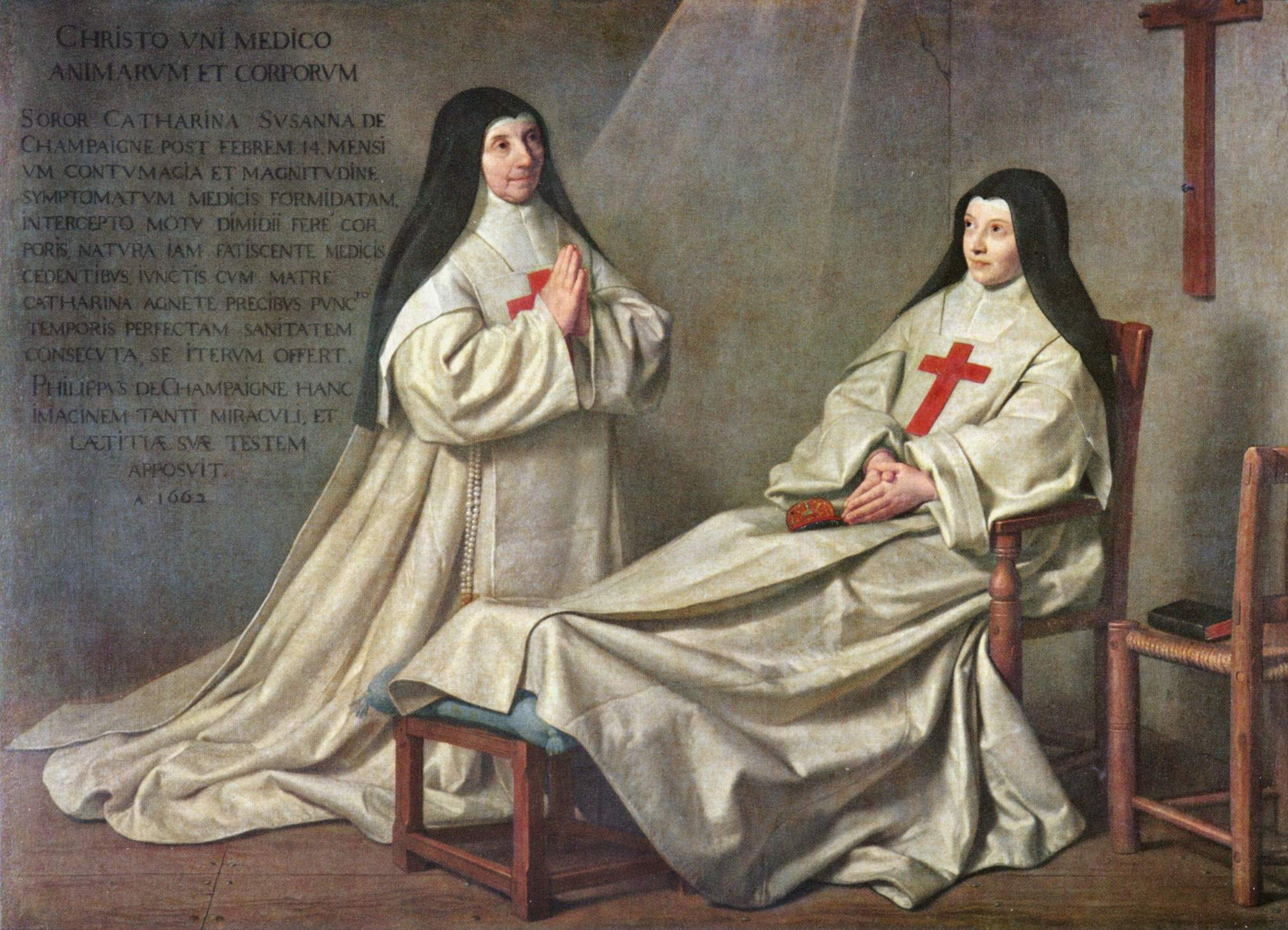
Exvoto pintado por Philippe de Champaigne 1662 para agradecer la curación milagrosa de la parálisis de su hija, monja en el convento de Port Royal. Hoy se conserva en el Museo del Louvre de París.

Port-Royal des Champs  fue un convento cisterciense femenino situado en el valle de Chevreuse al suroeste de París, célebre por la comunidad religiosa de orientación jansenista que se desarrolló allí desde 1634 a 1708.

## Port-Royal des Champs y el jansenismo
El convento de Port-Royal fue fundado en 1204, y su nombre está atestiguado desde 1216. Jean Racine, que fue alumno de las escuelas de Port-Royal, escribió una defensa e historia de la obra y de los valores de Port-Royal en la que testimonia que la abadía de Port-Royal, en las proximidades cenagosas de Chevreuse: 

(...) es una de las más antiguas de las que pertenecen a la orden de Císter. Fue fundada en 1204 por un santo párroco de Paris, un tal Eudes de Sully, de la casa de los condes de Champagne (…) Doce, apenas, fueron las religiosas con la que se dio inauguración a esta abadía. Los benefactores fueron los señores Montmorency y los condes de Montfort, que hicieron muchas donaciones, las que serían confirmadas por el rey San Luis, que dio a las religiosas una renta en forma de limosna que dura hasta el día de hoy. Las religiosas consideran al santo rey el fundador de ese albergue.

El  papa Honorio III «acordó a esta abadía grandes privilegios (…). Entre ellos permitirles a las religiosas dar pensión a los seculares que, disgustados del mundo, y pudiendo disponer de sus personas, podrían refugiarse en el convento para hacer penitencia sin necesariamente ligarse por los votos». Para explicar la pertinencia o razones valederas de que la familia Arnauld se hiciera cargo del lugar y comenzara a gobernarla bajo criterios muy distintos a los que se ejercían en lugares análogos, Racine indica que «sobre el fin del último siglo (XVI) este monasterio, como muchos otros, incurrió en un gran relajamiento de sus normas. La regla de San Benito no era prácticamente conocida entonces, la clausura misma no fue observada todo el tiempo porque el espíritu del siglo había desterrado la regularidad». 
Port Royal llegó a la fama como sede de instrucción primera de la reforma de la disciplina cisterciense introducida en 1602 por la abadesa, Jacqueline Arnauld. La familia Arnauld dio al convento su protección y luego la dirección del mismo quedó en manos de sus miembros. En 1625 algunos religiosos crearon en París un nuevo convento denominado Port-Royal de Paris, con lo que el convento originario tomó el nombre de Port-Royal des Champs.
En los alrededores del convento se fundaron varias escuelas, conocidas con el nombre de Pequeñas escuelas de Port-Royal. En 1634 Jean Duvergier de Hauranne, abad de Saint-Cyran fue nombrado director espiritual de la comunidad; había sido amigo de Cornelio Jansen, conocido como Jansenio y a partir de este momento los conventos y las escuelas de Port-Royal se adhirieron estrechamente a la corriente teológica del jansenismo.
La atmósfera de estudios intensos y de religiosidad que se daba en los conventos jansenistas atrajo a personalidades de la vida cultural de la época. La reunión de personalidades dedicadas a la observación de las costumbres se dio en llamar Los Solitarios; una instancia que incluiría algunos sacerdotes, pronto despertó el interés de mucho noble o alto burgués desventurado que estaba en busca de paz o, como diría Antonio Arnauld, personas del mundo pero de fe que en un acto de conciencia y de suprema libertad llegan en «busca del mejor tránsito entre la vida y la muerte».

En Port-Royal el centro de esa elección residía en orar y meditar acerca de la palabra de los Evangelios y la actitud penitencial; pese a que los Solitarios no hicieron ningún voto ni rubricaron ningún compromiso ni fueron iniciados o consagrados o bendecidos para esa nueva existencia, la soberana determinación de darse a Dios y someterse a los dictados de la Providencia en base al recogimiento, a las privaciones materiales y a la intensidad de la plegaria continua, lo vivían como un deseado camino de sanación o limpieza del alma.
Maestros de la Gracia. La Abadía de Port-Royal en el siglo XVII

Jean Racine visitaba a menudo Port-Royal y Blaise Pascal lo defendió contra los jesuitas en la época de las controversias, el pintor Philipe de Champaigne fue un visitante habitual de la abadía, retratando a algunos de sus miembros. Además, algunas personas de la corte mostraron su apoyo, como el duque de Luynes o el duque de Liancourt. También miembros de la familia Arnauld llegaron a puestos importantes durante este período, como Simon Arnauld de Pomponne, que fue ministro de Luis XIV.
Tras la controversia jansenista en el ámbito católico, las escuelas de Port-Royal fueron acusadas de herejía. En 1679 el monasterio recibió la orden de no aceptar nuevas novicias, lo cual lo condenaba a la extinción. 

El 17 de abril de 1706, el Consejo del rey, su círculo íntimo en el gobierno, estableció que habiendo sido informado el rey de que en la abadía de Port-Royal se practicaba una «doctrina mala y contraria a las decisiones de la Iglesia», decidió prohibirles a las religiosas recibir novicias. Unos meses más tarde también se les impide a título expreso recibir los sacramentos. Antes hubo una bula papal que condenaba la actitud reservada de las religiosas respecto de asuntos de doctrina sobre las que se les obligó a adoptar una posición.
(...) Dos años después, en marzo de 1708 otra bula papal decreta la extinción de Port-Royal, y el reparto de las monjas en distintos conventos a lo largo del territorio francés. Al año siguiente, en octubre de 1709 un contingente armado al frente del Marqués D’Argenson toma por asalto la modesta sede de Port-Royal des Champs y apresa a 22 monjas, entre las que había varias octogenarias; la más joven tenía más de 50 años. Un grupo de cuatro carretas se llevó los libros, la pobre toilette de las mujeres y el rudimentario confort de esa casa consagrada a Dios. En el correr de los años siguientes, siempre por orden del rey y consejo del papa, se destruirá el edificio, la Iglesia, y sin ningún sentimiento más que el desprecio y sin otro homenaje que la lasitud indiferente del soldado de turno, se exhumarán los cadáveres del cementerio para donarlos a la fosa común.
Maestros de la Gracia. La Abadía de Port Royal en el siglo XVII

Finalmente el edificio fue demolido en 1710 y el lugar quedó como parte de la propiedad del convento de Port Royal de París.

## Tras la revolución

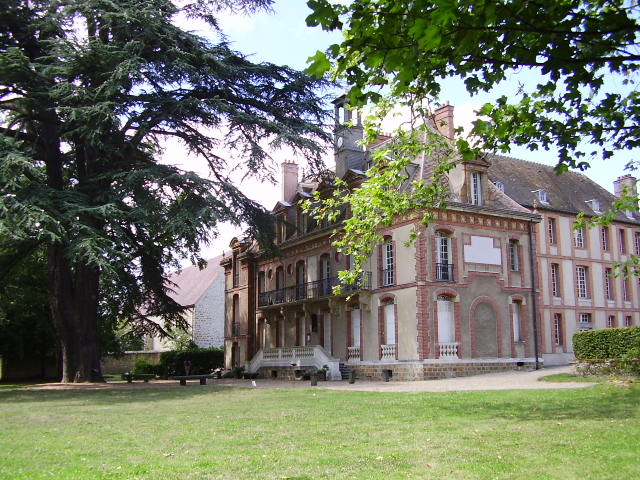
Convento visto desde un ángulo a través de sus jardines.

Durante la Revolución francesa, tras la confiscación de los bienes del clero, en 1791 el convento pasó a ser propiedad del estado y una parte fue transformada en fábrica y vendida a campesinos. Esta parte volvió a ser propiedad estatal en 1951.
La otra parte, que eran las ruinas de la abadía, fue vendida a una mujer cercana a los ambientes jansenistas, madame Desprez. Su familia se mantuvo como propietaria hasta 1828 cuando los jansenistas lograron comprarla instalando allí una escuela gratuita para niños de la región, centro que continuó hasta 1867. En 2004 el lugar volvió a la administración estatal y todo el complejo puede ser visitado.

## Lógica de Port-Royal
Con el título de Lógica de Port-Royal o bien el arte de pensar, Antoine Arnauld y Pierre Nicole, dos importantes exponentes del jansenismo, publicaron un tratado de lógica que se caracterizaba por integrar, además de los capítulos habituales que tratan sobre los actos del entendimiento, un cuarto capítulo dedicado al método, según el pensamiento de Descartes. La lógica de Port-Royal se caracteriza por una orientación mentalista: de hecho el tema principal no son los términos o signos sino los modos con los que la mente realiza las relaciones entre los nombres. En este sentido ha de entenderse la expresión arte de pensar. La lógica no se entiende desde el punto de vista formal, como construcción pura de razonamientos deductivos, sino como un método para conducir a la mente al conocimiento de ideas claras y distintas, por tanto, al descubrimiento y a la invención.

## Galería de imágenes

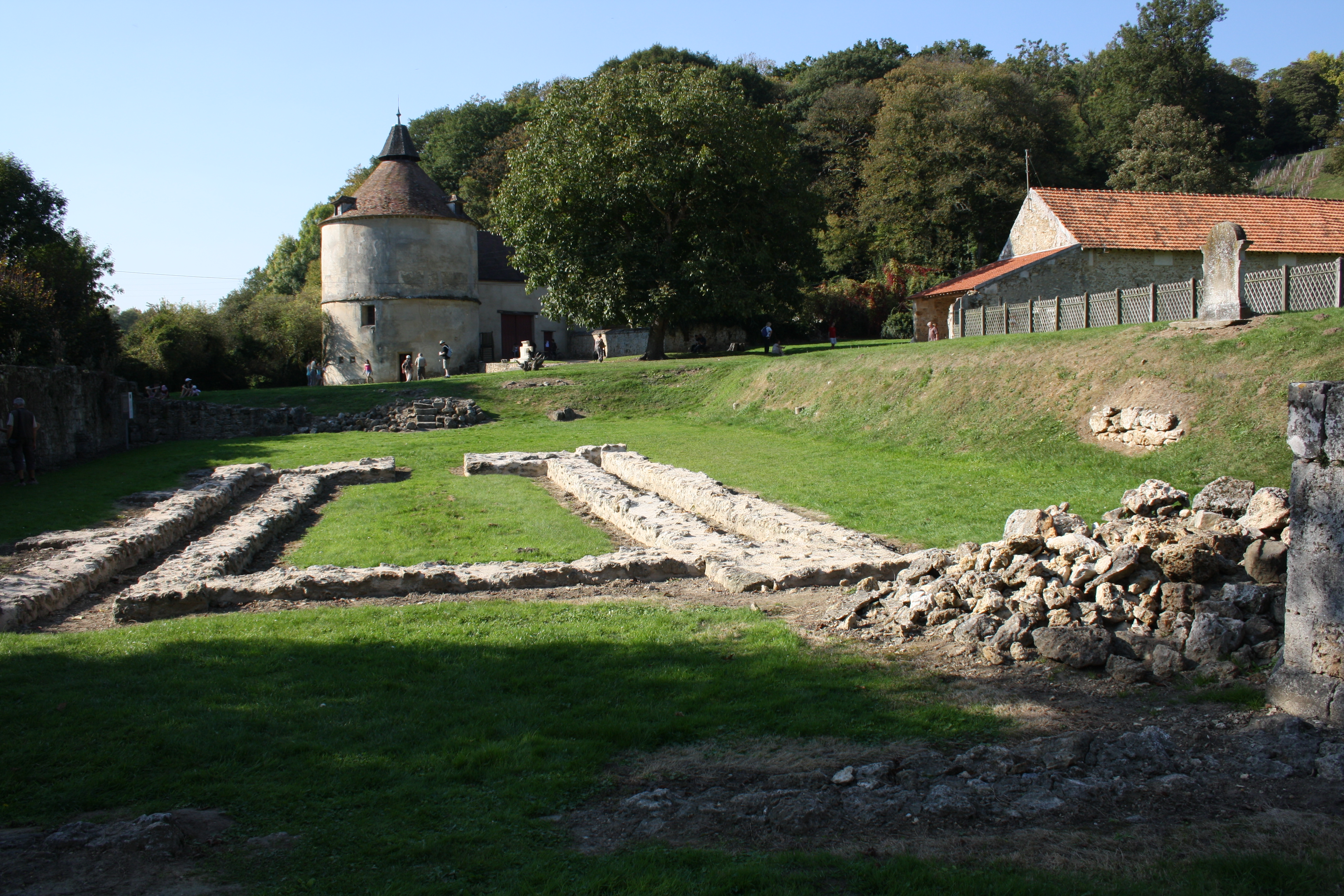
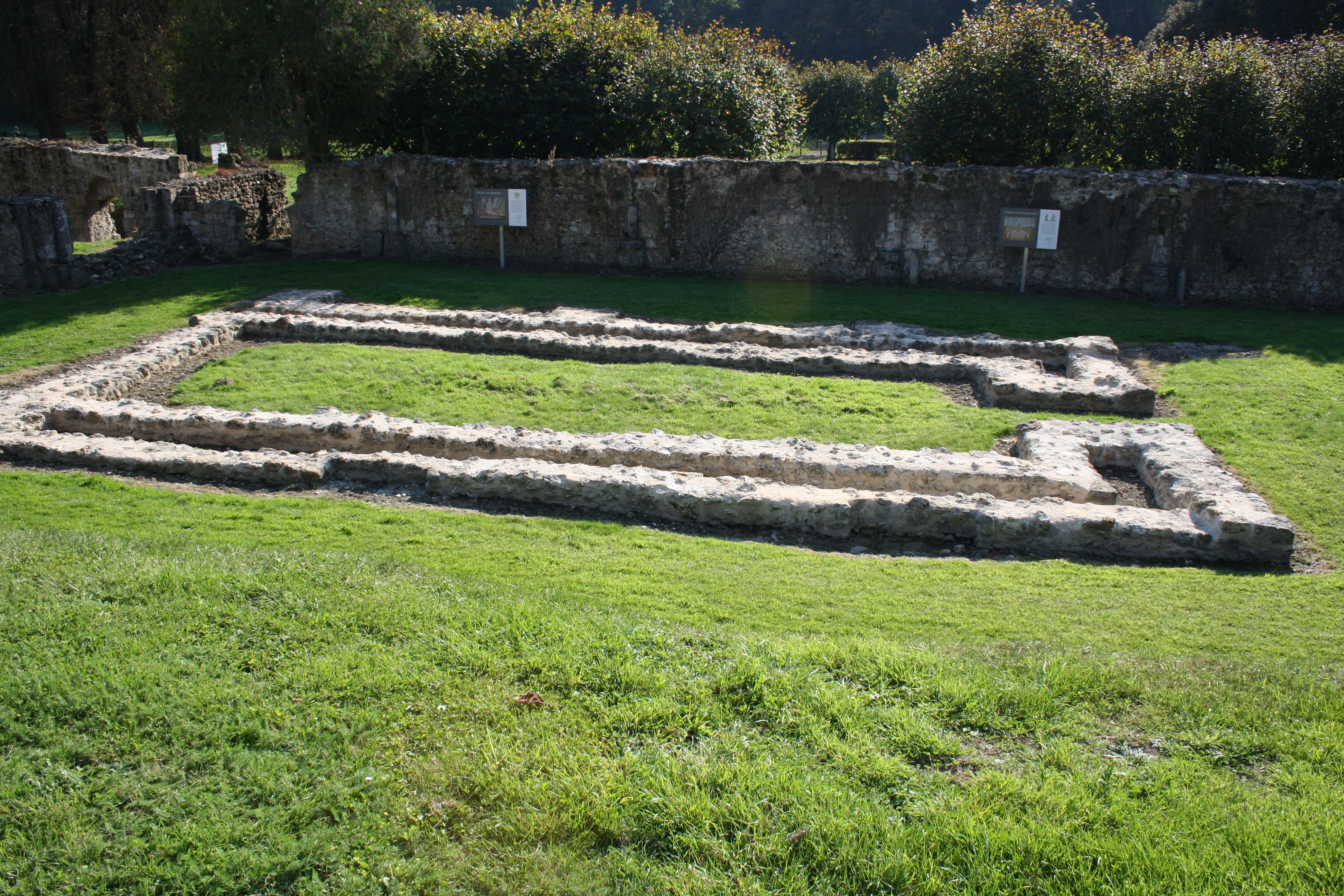
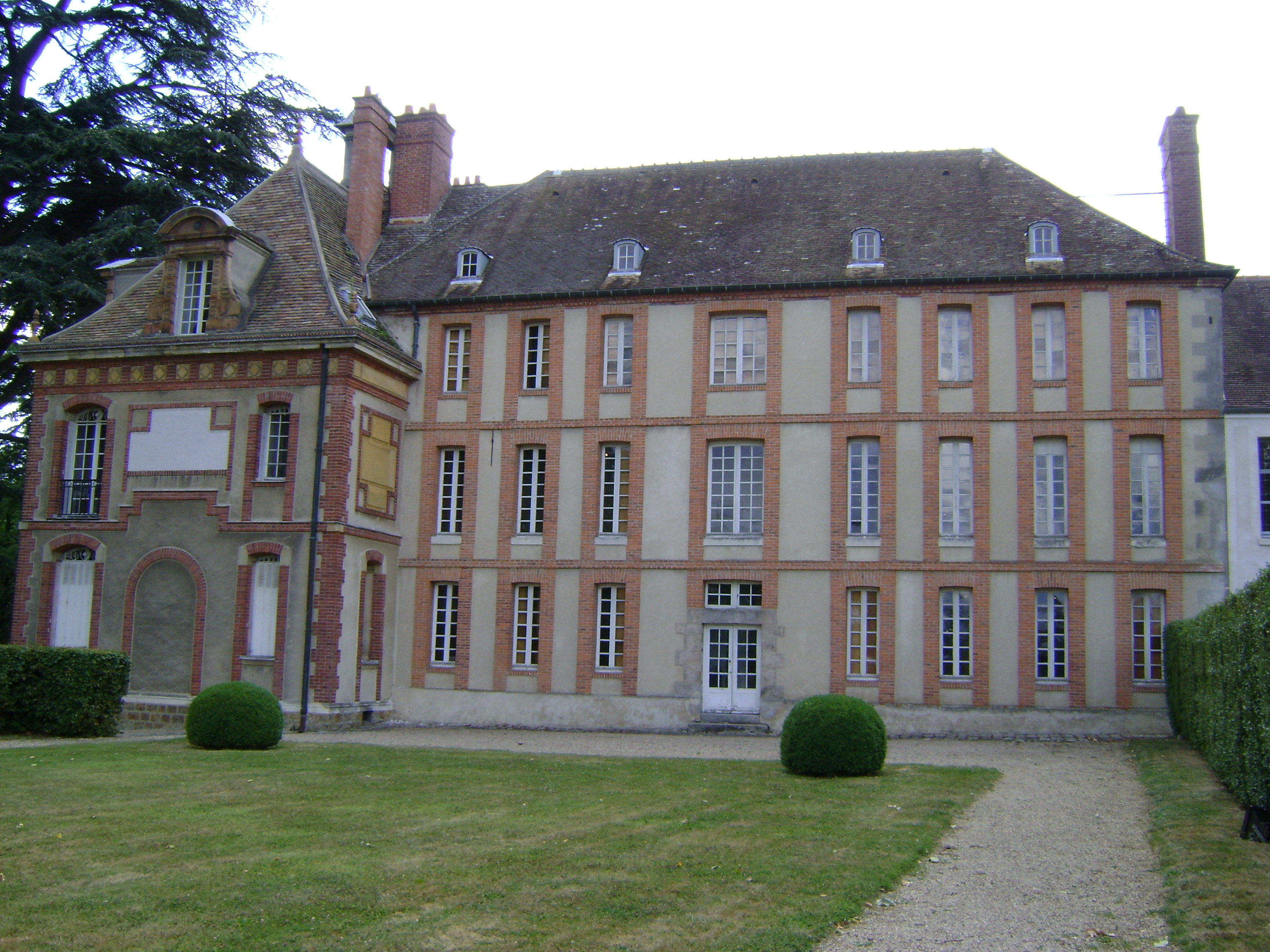
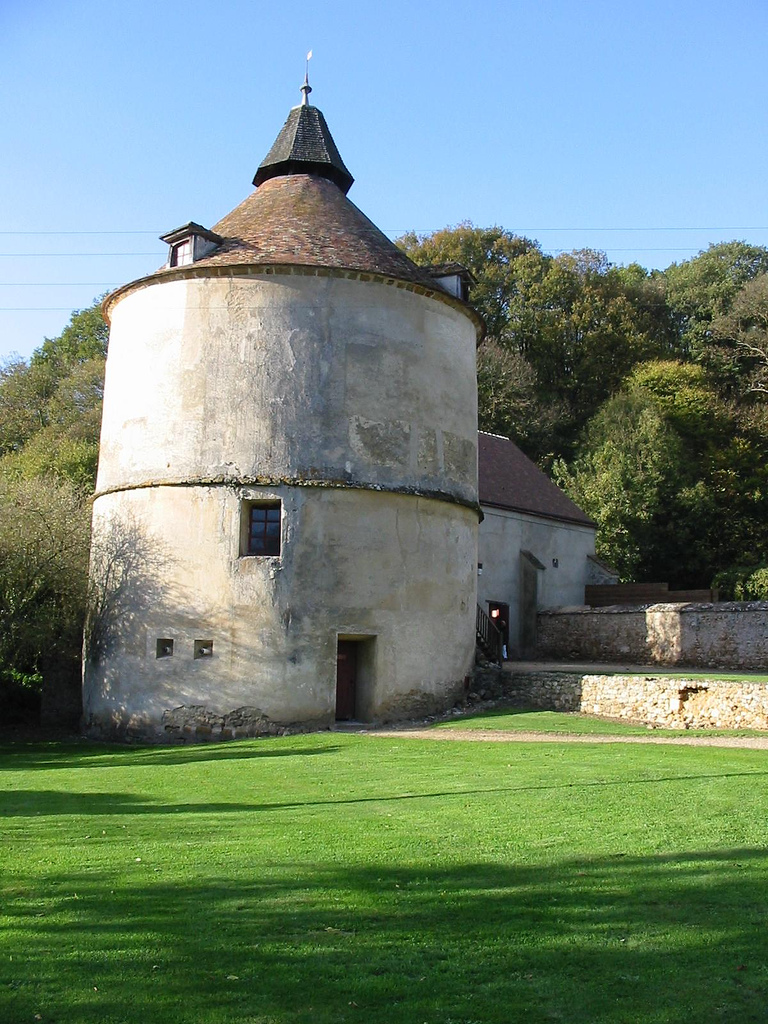